# Julius Kühn (balonmanista)
Julius Kühn (Duisburgo, 1 de abril de 1993) es un jugador de balonmano alemán que juega de lateral izquierdo en el SG BBM Bietigheim de la Bundesliga. Es internacional con la Selección de balonmano de Alemania.
Con la selección ganó la medalla de oro en el Campeonato Europeo de Balonmano Masculino de 2016 y la medalla de bronce en los Juegos Olímpicos de Río de Janeiro 2016.

## Palmarés internacional
| Juegos Olímpicos   | Juegos Olímpicos | Juegos Olímpicos  | Juegos Olímpicos |
| Año                | Lugar            | Medalla           |                  |
| ------------------ | ---------------- | ----------------- | ---------------- |
| 2016               | Río de Janeiro   | Medalla de bronce |                  |
| Campeonato Europeo |                  |                   |                  |
| Año                | Lugar            | Medalla           |                  |
| 2016               | Polonia          | Medalla de oro    |                  |

## Clubes
- HSG Düsseldorf (2011-2012)
- TUSEM Essen (2012-2014)
- VfL Gummersbach (2014-2017)
- MT Melsungen (2017-2024)[5]
- SG BBM Bietigheim (2024- )